# David Gestetner

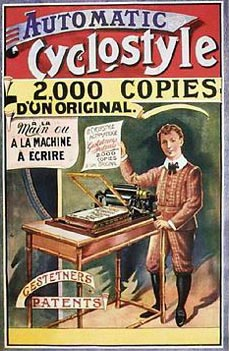
Der Automatic Cyclostyle der britischen Firma Gestetner (Werbeanzeige, um 1900)

David Gestetner (ungarisch: Gestetner Dávid; * 20. März 1854 in Csorna, Ungarn; † 18. März 1939 London) war ein ungarischer Erfinder.

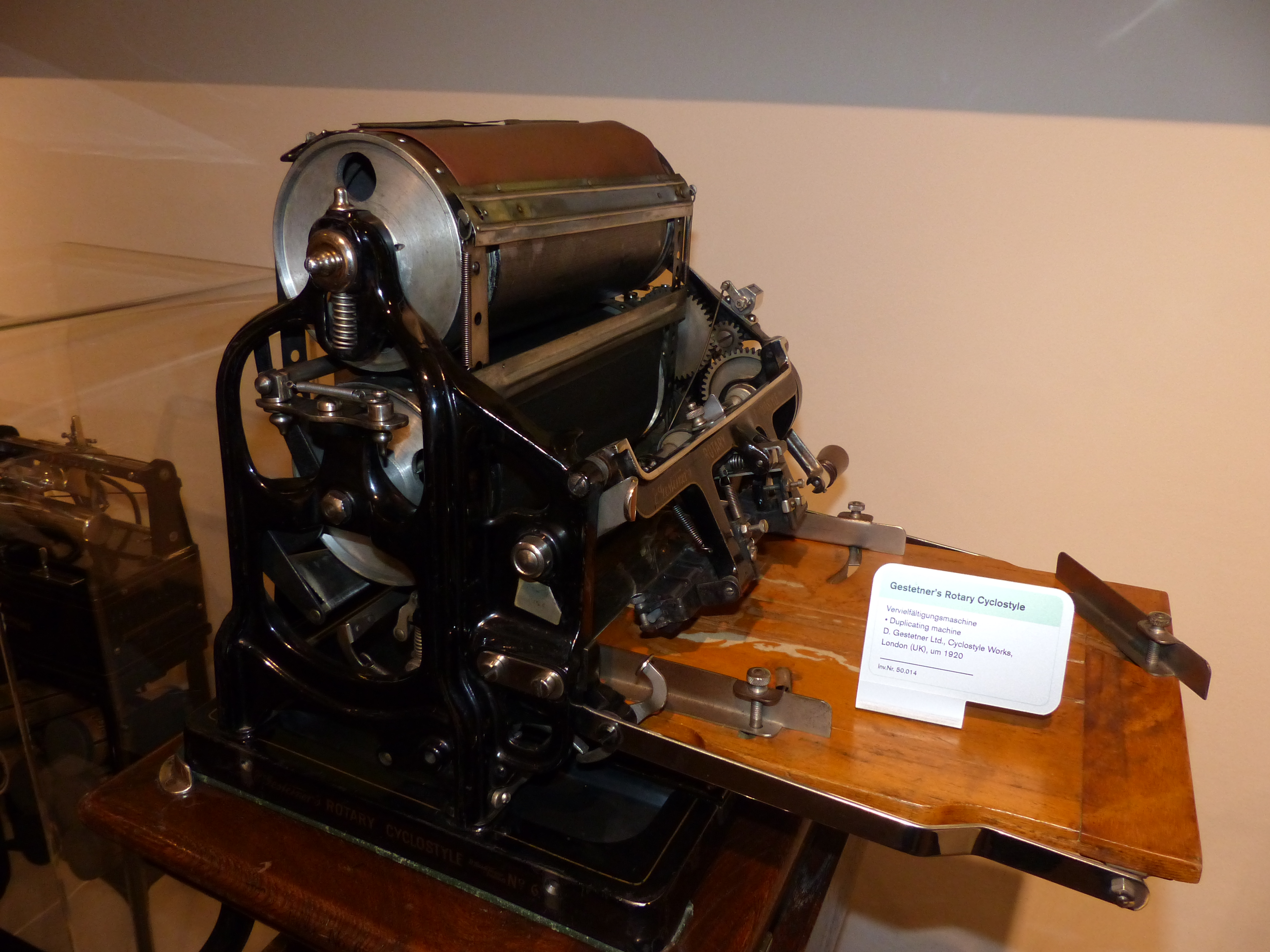
Vervielfältigungsmaschine von Gestetner, um 1920, Technisches Museum Wien

David Gestetner arbeitete anfangs an der Wiener Börse und hatte täglich die Börsenberichte abzuschreiben. Aus dieser Tätigkeit entwickelte er den ersten Hektografierer, bei dem anstatt auf Papier auf eine Wachsschablone geschrieben wurde und diese als Kopiervorlage verwendet wurde. 
Gestetner ging nach London, wo er im Jahr 1881 ein Unternehmen gründete, das die Schablonen und die Stifte für sein Verfahren herstellte. Durch Weiterentwicklung des Verfahrens war es im Jahr 1890 bereits möglich, 1200 Kopien pro Stunde herzustellen. Sein Sohn Sigmund Gestetner (1897–1956) übernahm nach ihm die Firma. Das Unternehmen arbeitete als NRG Group weltweit bis 2008 und wurde schließlich von Ricoh übernommen.

## Auszeichnungen
- 1888: John Scott Medaille des Franklin Institute